# بروس جارچو
بروس جارچو (به انگلیسی: Bruce Jarchow) (زاده ۱۹ مهٔ ۱۹۴۸) بازیگر آمریکایی است.
از فیلم‌های معروف او می‌توان به بازی در روح اشاره کرد.